# Mogens Lassen

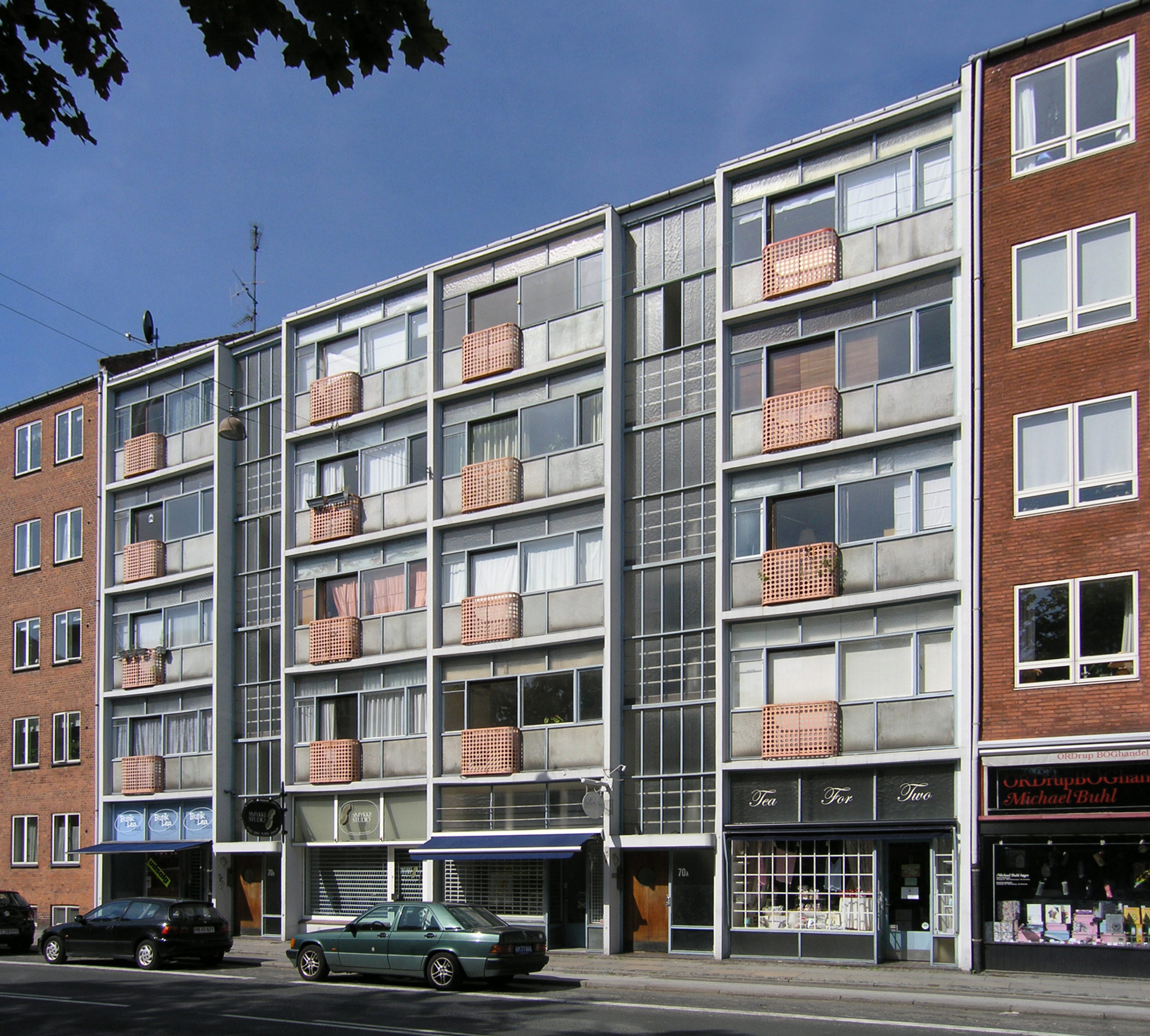
Systemhuset i Ordrup, byggt 1937

Mogens Lassen, född  20 februari 1901 i Köpenhamn, död 14 december 1987, var en dansk arkitekt.

## Biografi
Mogens Lassen var son till dekorationsmålaren Hans Vilhelm Lassen och målaren Ingeborg Winding och bror till arkitekten Flemming Lassen. Han gick i murarlära och utbildade sig på Teknisk Skole i Köpenhamn 1919-1923. Han var senare anställd på flera arkitektkontor, under längst tid hos Tyge Hvass 1925-1934. Lassen arbetade i Frankrike hos Christiani & Nielsen 1927-1928, där han stiftade bekantskap med Le Corbusiers revolutionerande verk, vilka gav honom impulser att rita moderna villor i betong i Danmark.
Han hade sitt eget arkitektkontor från 1935. Han fick C.F. Hansen-medaljen 1971. 
Mogens Lassen var först gift 1932-1943 med textilkonstnären Vibeke Camilla Margrethe Brandt (1910-1975), 1949-1867 med Ellen Margrethe Wanscher (1883-1967), samt från 1967 med Edith Lertoft, född Hansen (1916-1991).

## Verk i urval
- Gentofte badmintonghall (1936)
- Bostadshuset Systemhuset, Ordrupvej 70 (1937, k-märkt)
- 18 enfamiljshus, Brøndbyøstervej, Glostrup (1941), tillsammans med Flemming Lassen
- 84 radhus, Hummeltoftevej, Sorgenfri (1941-42)
- Statsanstalten for Livsforsikring, Kampmannsgade 4 i Köpenhamn (1950-53), tillsammans med Frits Schlegel
- Kontorbyggnad, Rødovrevej 239 (1973)
- Restaurant Gilleleje havn, Havnevej 14, Gilleleje (1973-76)[3]